# Gabriel Valarezo
Gabriel Enrique Valarezo Camps (ur. 16 lutego 1970, Pampeluna) – hiszpański baseballista, który występował na pozycji miotacza, olimpijczyk.
Był powołany do kadry na zawody Pucharu Interkontynentalnego w 1991 roku. Reprezentacja Hiszpanii zajęła tam ósme miejsce.
W 1992 roku, Valarezo uczestniczył w Letnich Igrzyskach Olimpijskich 1992 w Barcelonie, gdzie jego reprezentacja zajęła ostatnie, ósme miejsce. Wystąpił w trzech spotkaniach.